# Лукасяк, Анна
Анна Лукасяк (пол. Anna Łukasiak, род. 5 января 1988) — польская спортсменка, борец вольного стиля, призёр чемпионата мира и Европы. Участница II Европейских игр 2019 года.  

## Биография
В 2019 году она проиграла свой матч за бронзовую медаль в весовой категории 50 кг на Европейских играх, проходивших в Минске, в Белоруссии. В 2020 году победила на чемпионате Польши. 
В апреле 2021 года она завоевала бронзовую медаль в весовой категории 50 кг на чемпионате Европы по борьбе, проходившем в Варшаве, в Польше.
В марте 2022 года она завоевала бронзовую медаль в весовой категории 50 кг на чемпионате Европы по борьбе, проходившем в Будапеште, в Венгрии. Несколько месяцев спустя она завоевала бронзовую медаль на турнире Matteo Pellicone Ranking Series 2022, проходившем в Риме, в Италии.
На чемпионате мира 2022 года, который состоялся в сербской столице в городе Белград, польская спортсменка завоевала бронзовую медаль.